# 田栄
田 栄（でん えい、? - 紀元前205年）は、楚漢戦争時期の斉の国王。子に田広、弟に田横、従兄に田儋。項羽に反し、斉の地を制圧して、斉王を名乗ったが、項羽に攻められ敗北の後、逃亡中に殺された。

## 生涯
狄の出身で、斉王の田氏の後裔であった。従兄に田儋がいて、弟に田横がおり、一族は強い勢力を有し、弟の田横とともに名声があり、人望があった。
秦の二世元年（紀元前209年）7月、陳勝・呉広の乱が起こって中国全土が騒乱状態になる。
二世2年（紀元前208年）10月、従兄の田儋が狄において自立して、斉王を名乗る。
同年12月、陳勝が秦の将軍の章邯と戦い敗走して、部下に裏切られて殺される。
同年端月（1月）、章邯率いる秦軍が魏王の魏咎を攻め、臨済に魏咎を包囲した。
同年4月、臨済は陥落しそうになり、魏咎から田儋のもとに周巿が派遣され、援軍を要請してきた。田栄は田儋に従って、兵を率いて魏を救うために援軍に赴く。
同年6月、秦の章邯の夜襲を受けて、斉と魏の軍は大敗し、田儋は臨済において戦死した。田栄は田儋の残兵を集めて、東の方、東阿に逃走した。
同年7月、斉では戦国時代の斉最後の王となった田建の弟の田假が斉王として擁立される。東阿に逃走した田栄は、章邯の軍に囲まれた。楚の項梁は、田栄が危急であることを聞いて、すぐに兵を率いて、章邯の軍を東阿において撃破した。章邯は西へと逃走した。項梁は追撃を行った。
田栄は、項梁が行った章邯への追撃には参加せず、斉で田假が擁立されたことを怒り、すぐに兵を率いて帰還して、田假を攻撃して追放した。田假は楚に亡命し、田角・田閒兄弟 は趙（趙歇）に行ったまま帰ってこなかった。
同年8月、田栄は田儋の子の田巿を擁立して王として、自身は田巿の相国となる。弟の田横は将軍となり、斉の地を平定した。
同年9月、章邯を追撃した項梁から、ますます兵力が増大していた章邯討伐を行うための援軍要請を受ける。田栄は、「楚が田假を殺し、趙が田角・田閒を殺せば、援軍を出そう」と条件を出す。楚では懐王・項梁 ともに断り、斉と同様、項梁からの援軍要請を受けていた趙もまた、田角・田閒を殺して斉と交易をしようとはしなかった。斉（の実権を握る田栄）は「まむしが手を刺せば、すぐに手を切り、足を刺せば、すぐに足を斬る。これは、（そのままにしておけば毒が回り）身体を害するからだ。田假・田角・田閒の楚・趙における立場は、手足の親しさの持つ価値に（とても）あたらないのに、どうして殺さないのか。さらに秦がまた志を天下に得れば、（反乱の）事業を起こした者の先祖の墳墓まで暴くであろう」と言ったが、楚も趙も同意をしなかった。斉（田栄）も怒り、援軍を出さなかった。やがて、項梁は章邯に敗れて戦死し、楚の兵は東に逃走した。このため、田栄は項梁の甥である項羽から恨まれることになった。
同年後9月、章邯は趙を攻め、鉅鹿を囲んだ。
二世3年（紀元前207年）10月、斉の武将であった田都が、田栄に反して、趙の援軍に向かう宋義を上将軍とする楚軍に入り、次将である項羽を支援する。
同年11月、安陽に楚の軍を留めた宋義の息子である宋襄が斉の相となった。しかし、宋義と宋襄は項羽により、殺害された。項羽は楚の上将軍となり、趙の救援に赴いた。
高祖元年（紀元前206年）12月、項羽が秦を滅ぼす。
同年正月頃、項羽が秦を滅ぼして諸侯王を新しく封建した際に斉は3分された。項羽は田巿を膠東王、田都を斉王、田安（戦国時代最後の斉王田建の孫）を済北王に封じた。項羽は、田栄が、かつて項梁が戦死した戦いで楚と趙に対する援軍を送らず、また、秦への攻撃に参加しなかったため、王に封じなかった。
同年4月、項羽と諸侯が自国の領地に帰還した時、田栄と同じく項羽によって王に封じられず、不満を持っていた陳余が夏説を送って、田栄に項羽への反乱のための援軍要請を行ってきた。田栄は陳余の要請に応えて、部下に兵を率いさせて、陳余に援助を行い、趙の地で反乱を起こさせた。
同年5月、田栄も軍を出して、田都を迎え撃った。田都は楚に逃亡した。田栄は田巿を留めて、膠東に行かせないようにさせた。
同年6月、田巿は項羽を恐れて、田栄のもとから逃亡して、膠東に赴く。田栄は怒り、追撃して田巿を即墨にて殺した。田栄は、自立して斉王となった。
同年秋、田栄は使者を遣わして、項羽から土地を封じられなかった彭越に将軍の印綬を授け、将軍に任じて、済陰から下って、楚を攻めさせた。
同年7月、田栄は引き返して、田安を攻めて殺した。これには彭越も加わっていたとされる。
同年8月、田栄は三つに分かれた三斉 の地を統一した。
劉邦も項羽への反乱へ決起し、関中への侵攻を行っていた。劉邦は司馬欣の塞国と、董翳の翟国を滅ぼし、司馬欣と董翳を降伏させた。
この頃、斉王となった田栄は斉の士を脅して、自分に与しないものを殺した。斉の処士である東郭先生と梁石君も脅された者にいて、強いられて従った。
高祖二年（紀元前205年）10月、陳余が張耳に勝利し、張耳は敗走して、劉邦のもとへ逃亡した。陳余は、元々、趙王として仕えていた趙歇を趙王とした。項羽は楚の義帝を殺害した。
同年11月、劉邦は張良と韓王信 を遣わして、韓を服従させ、韓王信が韓王として立てられた。そこで、張良は項羽に手紙を送った。「漢王（劉邦）は兵を動かし、関中を得ることを願いました。懐王の約の通り（劉邦を関中王にすること）になれば、留まって、あえて東に向かうことをしません」という内容であり、さらに、斉と趙 の（項羽への）謀反の手紙を送って、「斉と趙が同盟を組んで、楚を滅ぼそうとしています」と伝えた。そこで、項羽を王とする楚では、西に向かうことはやめて、北の方である田栄のいる斉を攻めることにした。
同年12月、陳余は趙歇によって代王に任じられた。
同年冬、項羽は遂に北上して、（斉を攻め）城陽まで到達した。
同年正月、田栄もまた兵を率いて城陽にて 会戦した。田栄は敗戦し、逃走して平原に着いた。しかし、平原の民によって殺害された。
東郭先生と梁石君は、田栄に脅されて仕えたことを恥と思い、ともに深山に入り隠居した。
同年2月、田假が項羽によって斉王に立てられた。
同年3月、項羽が斉の城を焼き払い、通過した土地を破壊したため、斉では強い抵抗が起き、田栄の弟である田横が兵を集めていた。田假と項羽の軍は、城陽において田横に敗北し、田假は楚に逃走した。田假は楚において、殺害された。
同年4月、劉邦が、項羽の都である彭城を攻め落としたため、項羽は引き返して劉邦と戦うことになった。田横は斉の城を取り戻し、田栄の子である田広を斉王として擁立し、自らは斉の相となった。

## 評価
『史記』の著者の司馬遷は、田栄たち斉について、「諸侯が項王（項羽）に反した時、ただ斉だけが城陽で項羽に逆らったからこそ、漢はついに彭城に入ることができたのである」と評している。
また日本の研究者である山口久和は、「だが楚・漢の興亡というより大きな歴史の中で眺めて見るとき、田氏の内紛は実は、これを討伐するために項羽の力を北の斉に分散させ、真の敵である西の漢へ国力を集中することを妨げ、それによって項羽から一旦手中にした天下を奪い取る役割を果たしたのである。清の歴史家の王鳴盛が『項氏（項羽）の敗るるは、半ば田氏に牽綴さる（引っ張られた）』（『十七史商榷』）と述べているのは妥当な歴史観だろう。田儋・田栄・田横の三兄弟が絡んだ斉の内紛は、彼らの功名心に発し、彼らの権謀術数によって煽り立てられたものであったにしても、しかし楚から漢へという歴史の推移に大きく関わるものであったのもまた事実である。高祖劉邦が田氏三兄弟を「賢」と呼んだのはまさしくこの意味を理解しなければいけない」と評している。